# Ulvetimen
Ulvetimen har to betydninger på dansk: Enten den sidste del af eftermiddagen, hvor forældre har travlt med at hente børn, købe ind, rydde op og lave mad - eller den sidste del af natten inden solopgang.

## Baggrund
Ordet er oprindeligt en oversættelse af det svenske ord vargtimmen, kendt fra Ingmar Bergmans film Ulvetimen (svensk originaltitel Vargtimmen) fra 1968.[kilde mangler]
I Bergmans film fortæller hovedpersonen, at "de gamle" anvendte ordet "ulvetimen" om tiden lige før daggry, hvor natten møder dagen. Ordet skulle stamme fra svensk folketro.
I Sverige blev begrebet derfor længe anset for at være gammelt, men da Jan Holmberg, direktør for Stiftelsen Ingmar Bergman, gik ind i sagen, fandt han ingen registrering af ordet, før filmen kom i 1968. Hans konklusion er derfor, at Bergman selv fandt på ordet.
Det er i øvrigt ikke korrekt, når filmen påstår,[kilde mangler] at ulvetimen er tiden, hvor søvnen er dybest; det er den i virkeligheden de første timer af natten. Ingen tal kan heller bekræfte filmens påstand om, at de fleste dør i ulvetimen.

## Musik
Det danske folk-rock-band Ulvetimen med Kristian Kjærulff Ravn som forsanger, tekstforfatter og arrangør afspejler i sit lyd- og tekstunivers Ingmar Bergmans fortolkning af udtrykket. Ulvetimen debuterede i 2013 med EP'en Ulvetimen.